# Władysław Kłosiewicz
Władysław Kłosiewicz (ur. 7 grudnia 1955 w Warszawie) – polski klawesynista, dyrygent i pedagog. Jako klawesynista jest uznanym interpretatorem muzyki dawnej, zwłaszcza Johanna Jacoba Frobergera i klawesynistów francuskich. Założyciel i prezes zarządu Fundacji Pro Academia Narolense.

## Życiorys

### Studia
Ukończył z wyróżnieniem w 1979 r. Akademię Muzyczną w Warszawie w klasie klawesynu prof. Julitty Ślendzińskiej. Był również studentem uczelni Accademia Musicale Chigiana w Sienie i w 1978 r. otrzymał tam dyplom honorowy. Na akademii w Sienie, a potem prywatnie w Paryżu do 1983 r. uczył się pod opieką Ruggero Gerlina (był jego ostatnim uczniem).

### Kariera muzyka
W 1978 rozpoczął współpracę z Polską Orkiestrą Kameralną. Z kolei w 1984 wspólnie z Andrzejem Mysińskim założył zespół Concerto Avenna, będąc w latach 1984–1985 jego kierownikiem artystycznym. Współpracuje także z Warszawską Operą Kameralną – jest autorem opracowania i kierownikiem artystycznym pierwszej polskiej realizacji wszystkich dzieł scenicznych oraz nieszporów „Vespro della Beata Vergine” Claudio Monteverdiego, a także licznych innych dzieł operowych. Od 1993 prowadzi orkiestrę barokową Musicae Antiquae Collegium Varsoviense przy Warszawskiej Operze Kameralnej. Od 2004 prowadzi własny międzynarodowy zespołem muzyki dawnej, Narol Baroque.

### Kariera pedagoga
Od 1981 jest kierownikiem klasy klawesynu w Akademii Muzycznej (obecnie Uniwersytet Muzyczny Fryderyka Chopina) w Warszawie. W latach 1987–1989 był profesorem gościnnym, a od 1989 do 2004 profesorem zwyczajnym w dziedzinie klawesynu i interpretacji muzyki baroku w austriackiej Hochschule für Musik und darstellende Kunst w Grazu. Od 2000 prowadzi coroczne międzynarodowe kursy mistrzowskie klawesynu w pałacu w Narolu, w ramach Akademii Narolskiej. Był członkiem jury I i II Międzynarodowego Konkursu Klawesynowego im. Wandy Landowskiej.

## Dyskografia
- 2013: François Couperin – Pièces de clavecin (13 CD) (Polskie Radio S.A.)
- 2012: + Małgorzata Wojciechowska, Marc Caudle W kręgu Fryderyka Wielkiego (Jacek i Krzysztof Olesiejuk)
- 2009: + Soliści i Chór Kameralny Warszawskiej Opery Kameralnej, Musicae Antiquae Collegium Varsoviense Georg Friedrich Haendel – Giulio Caesare (Pro Musica Camerata)
- 2008: + Soliści i Chór Kameralny Warszawskiej Opery Kameralnej, Musicae Antiquae Collegium Varsoviense Jan Stefani – Cud, czyli Krakowiacy i Górale (Pro Musica Camerata)
- 2007: + Soliści i Chór Kameralny Warszawskiej Opery Kameralnej, Musicae Antiquae Collegium Varsoviense Francesca Caccini – La Liberazione di Ruggiero dall’isola d’Alcina (Pro Musica Camerata)
- 2006: + Soliści i Chór Kameralny Warszawskiej Opery Kameralnej, Musicae Antiquae Collegium Varsoviense Johann Adolf Hasse – Zenobia (Pro Musica Camerata)
- 2006: + Soliści i Chór Kameralny Warszawskiej Opery Kameralnej, Musicae Antiquae Collegium Varsoviense Stanislaw Sylwester Szarzynski – Opera Omnia (Pro Musica Camerata)
- 2000: + Soliści i Chór Kameralny Warszawskiej Opery Kameralnej, Musicae Antiquae Collegium Varsoviense Jacopo Peri – L’Euridice (Pro Musica Camerata)
- 2001: Johann Sebastian Bach – Wariacje Goldbergowskie (CD Accord)
- 1999: + Soliści i Chór Kameralny Warszawskiej Opery Kameralnej, Musicae Antiquae Collegium Varsoviense Georg Friedrich Haendel – Imeneo (Pro Musica Camerata)
- 1999: Domenico Scarlatti – Sonaty (CD Accord)
- 1996: Johann Jakob Froberger – Pour Passer la Melancholie (CD Accord)
- 1991: + Armonico Tributo, Lorenz Duftschmid Johann Heinrich Schmelzer – La Margerita – Musik für den Hof in Wien und Prag
- 1980: + Ruggero Gerlin, Karol Teutch, Zespół Kameralny Filharmonii Narodowej Johann Sebastian Bach – Koncerty Klawesynowe (MUZA Polskie Nagrania)
- 1979: + Polska Orkiestra Kameralna, Jerzy Maksymiuk Johann Sebastian Bach – Koncerty Brandenburskie (EMI)

## Nagrody i wyróżnienia
- 2018: Srebrny Medal „Zasłużony Kulturze Gloria Artis”[1]
- 2014: Fryderyk 2014 za album François Couperin – Pièces de clavecin (w kategorii Album Roku Muzyka Dawna i Barokowa)
- 2007: nagroda Fundacji Popierania Niezależnej Kultury Polskiej POLCUL im. Jerzego Bonieckiego
- 2001: Fryderyk 2001 za album Johann Sebastian Bach – Wariacje Goldbergowskie (w kategorii Album Roku Muzyka Dawna i Barokowa)
- 1984: I nagroda na Międzynarodowym Konkursie ARD w Monachium